# Лъчезар Аврамов
Вижте пояснителната страница за други личности с името Лъчезар Аврамов.
Лъчезар Аврамов Стоянов, известен с презимето си като Лъчезар Аврамов, e виден политик от Българската комунистическа партия.
Той е заместник министър-председател (1966 – 1971), министър без портфейл (1962 – 1968) и министър на външната търговия (1962, 1968 – 1971), кандидат-член на Политбюро (1966 – 1971) и секретар (1962 – 1966) на ЦК на БКП. Преди и след тези свои най-високи длъжности също заема високи държавни, партийни, стопански постове. Народен представител (1954 – 1965, 1986 – 1990).

## Биография

### Произход и ранни години
Роден е в София на 29 април 1922 г. в семейството на Аврам Стоянов – активен член на БРП (т.с.), и Мита (Димитра) Аврамова. Член е на Работническия младежки съюз от 1936 г.
През 1938 г. пристига нелегално в Москва, СССР, където по-рано е избягал баща му. Там завършва средното си образование с отличие и започва да следва за инженер в Московския енергетичен институт, където се сближава с Марта Готвалд, дъщеря на чехословашкия комунист Клемент Готвалд.
През юни 1941 г., скоро след началото на войната на Нацистка Германия срещу Съветския съюз, се записва като доброволец в Червената армия. През септември същата година е прехвърлен в България в състава на разузнавателно-саботажна група от така нареченените по-късно Парашутисти и подводничари. Тя е разбита още при стъпването ѝ на българска територия и повечето членове на групата са заловени. В последвалия съдебен процес са осъдени на смърт, а Л. Аврамов – на доживотен затвор, тъй като е непълнолетен.

### Професионална кариера
Освободен е след 9 септември 1944 г. и става помощник-командир на Втори гвардейски полк. Следващата година става член на БРП (к.) и секретар на РМС. Оглавява Димитровския съюз на народната младеж от 1951 до 1955 г.
На 4 март 1954 г. е избран за кандидат-член на Централния комитет на БКП. Работи в градската организация на БКП в София. След това е ръководител на Отдел „Пропаганда и агитация“ при ЦК на БКП (1959 – 1960). Заместник-министър (1960 – 1962) и министър на външната търговия. Междувременно оглавява Републиканската секция по футбол (1959 – 1961), преобразувана в Българска федерация по футбол през 1962 г.
При съставянето на първия кабинет на Тодор Живков през ноември 1962 г. става министър без портфейл, избран е за член и секретар на ЦК на БКП. От 1966 г. е заместник на премиера Т. Живков, кандидат-член на Политбюро на ЦК на БКП (от 19 ноември 1966 г.) и отново е министър на външната търговия от 1968 г.
През април 1971 г. заради разгрома, под натиск от Москва, на българската външноикономическа група „Тексим“ нейни поддръжници в правителството са наказани (първият вицепремиер Живко Живков е понижен до вицепремиер, вътрешният министър Ангел Солаков е свален), но най-силно пострадва Аврамов като пряк надзорник на проекта – отстранен е от ръководните му партийни и правителствени постове.
През 1973 г. „по случай 50-годишнината от рождението му и за активното му участие в борбата против фашизма и капитализма и в строителството на социализма“ е награден с Орден „Народна република България“ I степен.
Аврамов е назначен за генерален директор на ДСО „Тежко машиностроене“, където остава до 1974 г. По-късно е дипломатически представител на България при структурите на Организацията на обединените нации във Виена (1974 – 1980) и посланик в Нидерландия (1980 – 1982).
На 4 април 1981 г. отново е избран за член на ЦК на БКП, какъвто остава до 1990 г. Ръководи Българската асоциация за туризъм и отдих в периода 1983 – 1989 г.
Награден е със званието Герой на социалистическия труд и орден „Георги Димитров“.
През 1989 – 1990 г. е освободен от обществените му длъжности. Умира в София на 10 април 2003 г.

## Семейство
През септември 1945 г. се запознава с актрисата от Военния театър Иванка Димитрова (1920 – 2002), осъдена в процес срещу ЦК на БРП (1942) и изпратена в концлагера Гонда вода, където е интернирана и майка му. Женят се през 1946 г. Имат 2 сина.
По-големият им син Александър Аврамов завършва икономика в България и дипломация в МГИМО, Москва. Работи в МВнР до началото на 90-те години.
По-малкият им син Димитър Аврамов (р. 7 декември 1949 г.) е режисьор (в първия екип на „Всяка неделя“), женен и разведен с певицата Богдана Карадочева. С нея имат син Лъчезар Аврамов (р. 14 юли 1980 г.), който режисира предаването „Пътеводител на историческия стопаджия“ на БНТ. Баща и син Аврамови режисират предаването „БНТ представя“.